# Centrale Markt (Phnom Penh)

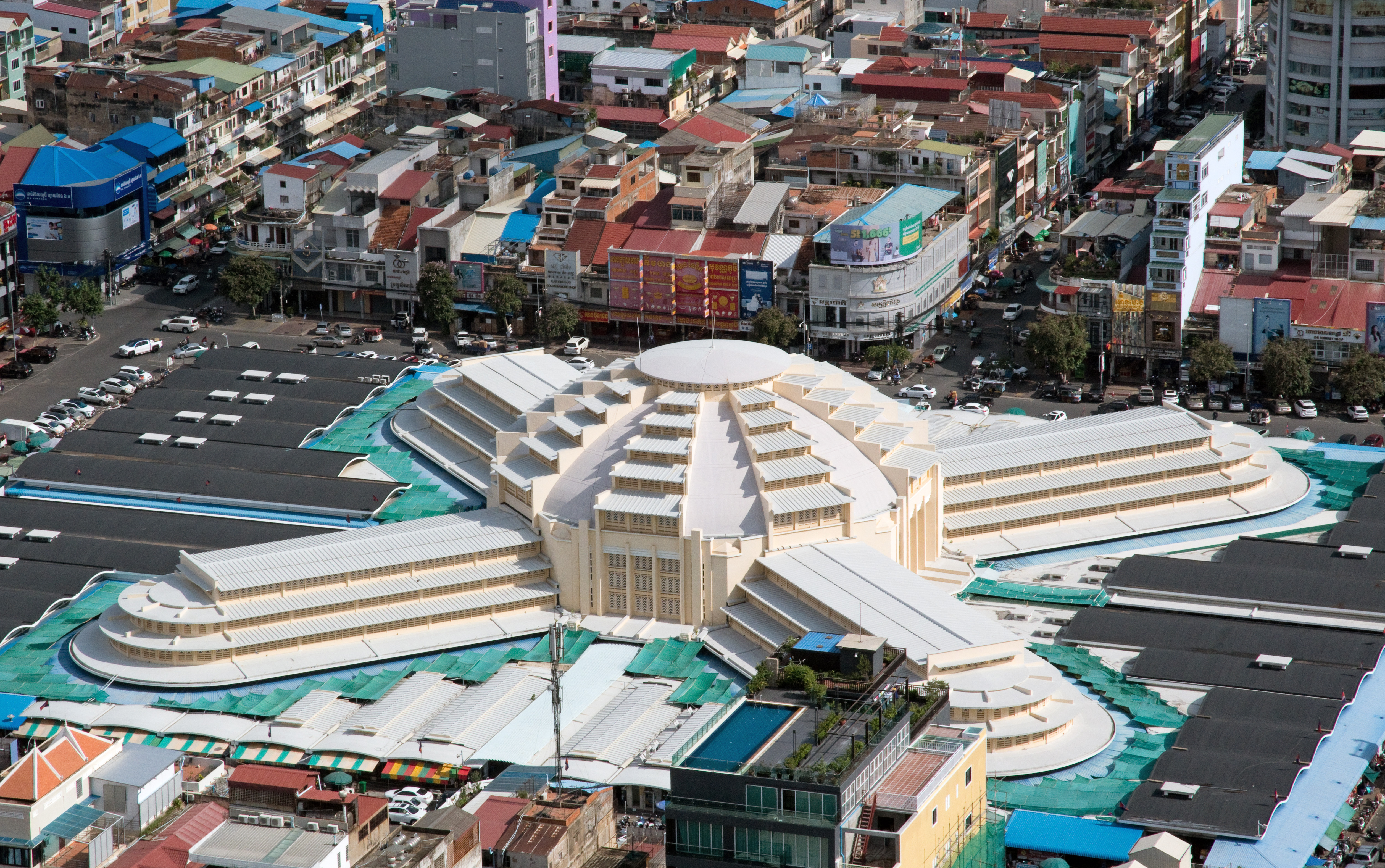
Zicht op de Centrale Markt van Phnom Penh vanaf de skybar op de 37ste verdieping van de Vattanac Capital Tower (september 2021)

De Centrale Markt (Psar Thmay) ook wel de nieuwe markt genaamd is de grootste en drukste markt van Phnom Penh. Het donkergele gebouw is gebouwd in 1937 en ontworpen door Franse architecten in de art-deco-stijl. Het gebouw is zo ontworpen dat het zelfs in het warmste deel van de dag koel blijft. Er wordt hier gehandeld in alle mogelijke goederen.